# Jaźwina
Jaźwina is een plaats in het Poolse district  Dzierżoniowski, woiwodschap Neder-Silezië. De plaats maakt deel uit van de gemeente Łagiewniki en telt 700 inwoners.